# Hemiphragma
Hemiphragma é um género botânico pertencente à família Plantaginaceae. Tradicionalmente este gênero era classificado na família das Scrophulariaceae.

## Sinonímia

### Espécie
Hemiphragma heterophyllum